# جاردن سيتي (جورجيا)
جاردن سيتي (بالإنجليزية: Garden City, Georgia)‏ هي مدينة تقع في مقاطعة تشاثام، جورجيا بولاية جورجيا في الولايات المتحدة. تبلغ مساحة هذه المدينة 37.8 (كم²)، وترتفع عن سطح البحر 5 م، بلغ عدد سكانها 8778 نسمة في عام 2010 حسب إحصاء مكتب تعداد الولايات المتحدة.

## أعلام
- دومينيك إليوت

## وصلات خارجية
- Cities & Counties - Georgia.gov